# Vjera Žagar Nardelli
Vjera Žagar Nardelli (Zagreb, 6. siječnja 1927. – Zagreb, 1. ožujka 2011.) je bila hrvatska kazališna, televizijska i filmska glumica

## Filmografija

### Televizijske uloge
- "Dirigenti i mužikaši" kao Pepa (1991.)
- "Tražim srodnu dušu" (1990.)
- "Nepokoreni grad" (1982.)
- "Gruntovčani" kao Greta Škvorc (1975.)
- "Maratonci" (1968.)

### Filmske uloge
- "Ajmo žuti" kao teta (2001.)
- "Božić u Beču" kao Eva Resjak (1997.)
- "Krhotine – Kronika jednog nestajanja" kao Mandićeva prijateljica (1991.)
- "Leo i Brigita" kao Ivka Žganec (1989.)
- "Nježne prevare" (1988.)
- "Na kraju puta" (1987.)
- "Nitko se neće smijati" kao gđa. Zaturečki (1985.)
- "Heda Gabler" (1985.)
- "Rani snijeg u Münchenu" kao gđa. Poldner (1984.)
- "Kraljevo" (1981.)
- "Ljubica" (1979.)
- "Daj što daš" (1979.)
- "Klara Dombrovska" (1976.)
- "Kuća" kao sekretarica (1975.)
- "Bog igre" (1975.)
- "Timon" (1973.)
- "Živjeti od ljubavi" kao tajnica (1973.)
- "Meteor" (1969.)
- "Poštanski sandučić" (1968.)
- "Osuda inženjera Meglara" (1965.)
- "Službeni položaj" (1964.)
- "Nepoznati" (1960.)

## Vanjske poveznice
- Vjera Žagar Nardelli u internetskoj bazi filmova IMDb-u (engl.)
- Vijest o smrti glumice